# Lincoln/Cypress (métro de Los Angeles)
Lincoln/Cypress est une station du métro de Los Angeles desservie par les rames de la ligne A et située dans le quartier Lincoln Heights, au nord-est du centre-ville de Los Angeles en Californie.

## Localisation
Station aérienne du métro de Los Angeles, Lincoln/Cypress est située sur la ligne A à l'intersection de West Avenue 26 et de Lacy Street dans le quartier Lincoln Heights à la jonction du quartier Cypress Park. La State Route 110 est située tout juste au nord.

## Histoire
Lincoln/Cypress a été mise en service le 26 juillet 2003.

## Service

### Accueil

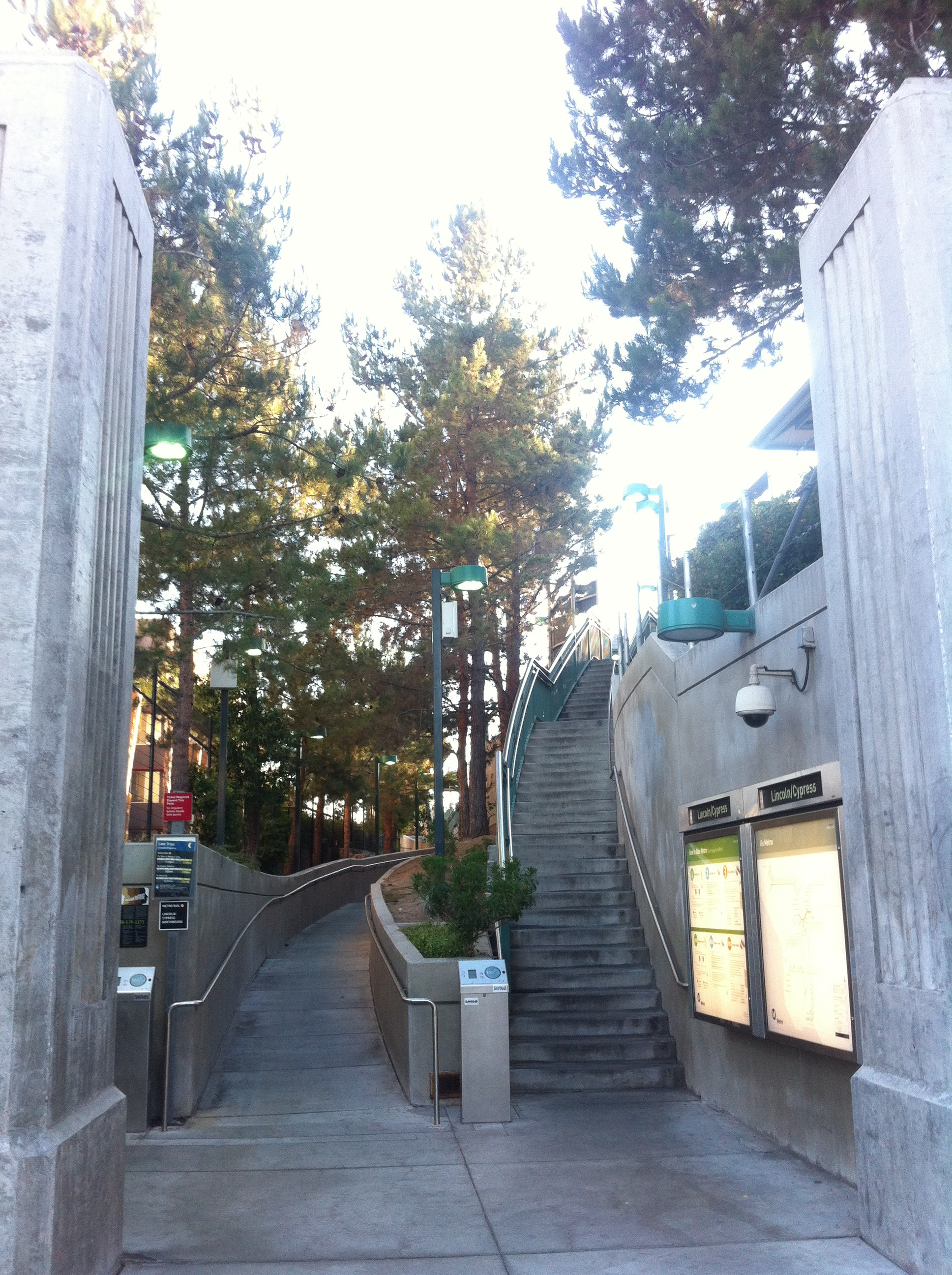
Entrée de la station Lincoln/Cypress.
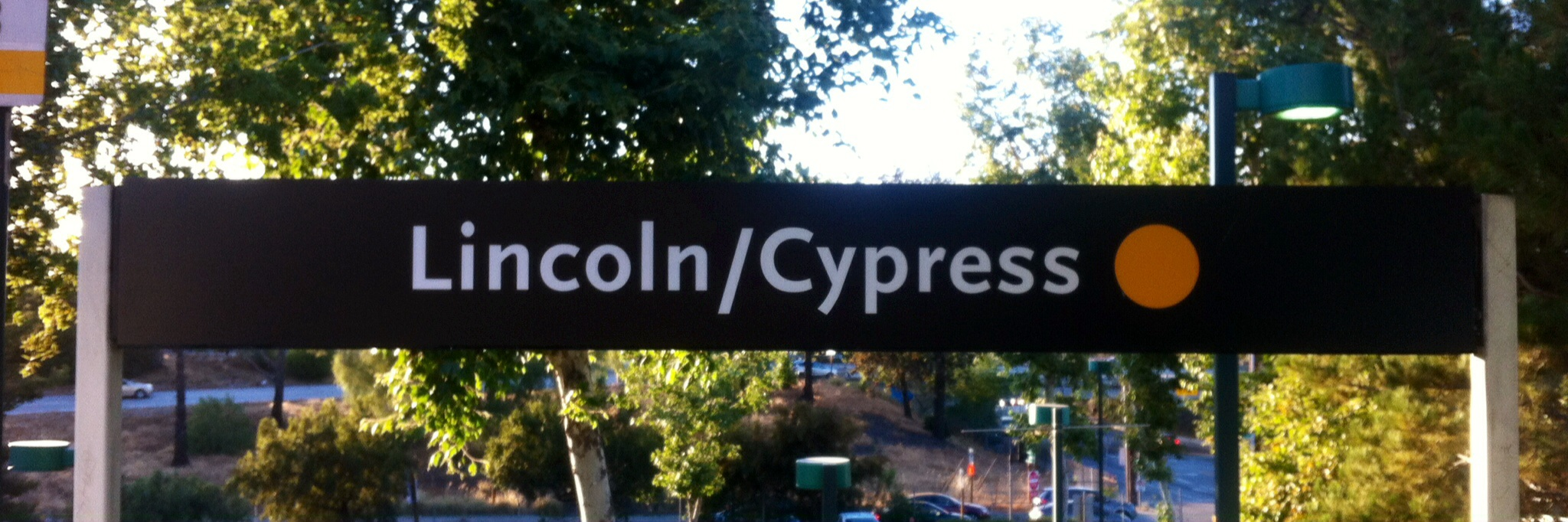
Signalétique.

### Desserte
La station se trouve dans un secteur à dominance résidentielle et commerciale.

### Intermodalité
La station est desservie par les lignes d'autobus 251 et 751 de Metro.
Un stationnement de moins de 100 places est adjacent à la station.

## Architecture et œuvres d'art
La station comprend une œuvre d'art public dénommée Water Street: River of Dreams, signée par l'artiste Cheri Gaulke. L'œuvre rappelle la vie des autochtones d'autrefois sur ce territoire.